# Signal Hill (Calgary)
Pour les articles homonymes, voir Signal Hill.
Signal Hill est une communauté de Calgary, en Alberta. Elle contient les quartiers résidentiels de Sienna Hills et Signal Ridge. Elle est délimitée par Sarcee Trail à l'est, la 17th Ave au nord, Glenmore Trail au sud et la communauté de Springbank Hill à l'ouest. 
Battalion Park est établi sur les pentes sud de la colline et les centres commerciaux de Westhills Towne Centre, Signal Hill Centre, Westmarket Square et Signature Park Plaza desservent la communauté. Situé dans le secteur de Signal Hill Centre, se trouve une bibliothèque publique appelée Signal Hill, qui dessert la communauté environnante. 
Le terrain a été annexé à la ville de Calgary en 1956 et Signal Hill a été créé en 1986. Il est représenté au conseil municipal de Calgary par le conseiller du quartier 6, Jeff Davison au niveau provincial, par le député de Calgary-Ouest , Mike Ellis, et au niveau fédéral par le député de Calgary Signal Hill , Ron Liepert . 

## Démographie
Lors du recensement municipal de 2012 de la ville de Calgary, Signal Hill avait une population de 13 914 habitants dans 5 253 logements, une augmentation de 0,9% par rapport à sa population de 13 795 habitants en 2011. Avec une superficie de 5,6 km2 (2,16 mi2) , le quartier avait une densité de population de 2 485/km2 (6 440/sq mi) en 2012. 
Signal Hill est un quartier riche, avec un revenu médian des ménages de 205 844 $ (2013). Les résidents les plus riches (200 000 $ à 400 000 $ de revenu médian des ménages) vivent à Upper Signal Hill, qui est situé au sommet de la colline, au-dessus des premières rangées de maisons situées au-dessus des célèbres numéros de Signal Hill. L'entrée de cette zone se trouve le long de Signal Hill Drive. En 2006, 4% des résidents étaient des immigrants . 

## Équipements
Battalion Park, situé sur la colline de Signal Hill, surplombe la nation Sarcee. La région était une réserve militaire avant la Première Guerre mondiale pour les Forces canadiennes. La colline comporte 16 000 pierres transportées par des soldats et disposées en quatre nombres (137, 113, 151 et 51). Les chiffres correspondent aux quatre bataillons du Corps expéditionnaire canadien qui se sont entraînés dans ce domaine avant de partir combattre au cours de la Première Guerre mondiale. Le parc du bataillon a officiellement ouvert ses portes le 3 novembre 1991. 

## Éducation
Signal Hill abrite l'école Battalion Park. Gérée par Calgary Board of Education, l'école accueille les élèves de la maternelle à la sixième année. En septembre 2012, 694 étudiants étaient inscrits à Signal Hill et dans les communautés voisines de Richmond Hill et Springbank Hill. 